# الشرطة الدولية الإيرانية
الشرطة الدولية لنجا (بالفارسية: پلیس بین‌الملل ناجا) هي وحدة تابعة لقيادة إنفاذ القانون في جمهورية إيران الإسلامية، وتتولى مسؤولية تسليم المجرمين والتعاون مع منظمة الإنتربول.
يرأس القسم حاليًا العميد هادي شيرزاد. وقد أصبحت هذه الإدارة مكتبًا مركزيًا وطنيًا منذ 28 شباط 1938.